# Serrara Fontana
Serrara Fontana är en ort och kommun på ön Ischia i storstadsregionen Neapel, innan 2015 provinsen Neapel, i regionen Kampanien i Italien. Kommunen hade 3 139 invånare (2017).